# Vodní nádrž Tatrovice
Vodní nádrž Tatrovice je přehradní nádrž ležící 600 m západně od obce Tatrovice (hráz), 3 km jihovýchodně od Jindřichovic. Hráz je přímá, sypaná. Vodní dílo Tatrovice je postaveno na Tatrovickém potoce v okrese Sokolov v Karlovarském kraji. Vlastníkem i provozovatelem je Sokolovská uhelná p.n. a.s., 200 metrů dlouhá hráz přehrady je volně přístupná pro pěší. Je zde možnost přírodního koupání, okolní pláže jsou písčité a travnaté, jedna z pláží slouží jako nudistická. Nádrž začala být budována v roce 1966 a dokončena byla v roce 1969. V nejhlubším místě dosahuje voda 25 metrů.
K doplňování přehrady slouží mimo Tatrovického potoka i potrubní přivaděč od jímacího objektu na potoce Skřiváň u obce Šindelová.

## Účel
Vodní nádrž Tatrovice slouží jako zásobárna technologické vody pro průmyslový komplex Vřesová Sokolovské uhelné. Voda z přehrady je vedena spodní výpustí hráze do manipulačního domku pod hrází a přes MVE do koryta potoka. Malá vodní elektrárna je spodním objektu osazena dvěma Bánkiho turbínami. Na pravém břehu pod hrází je po 150 metrech voda jímána do potrubí a gravitačně vedena do průmyslového komplexu ve Vřesové.
Do roku 2009 byla voda z přehrady využívána také jako zdroj pitné vody pro průmyslový komplex Vřesová a obec Vřesová. Voda z potrubního přivaděče byla ve svahu pod parkovištěm nákladních vozidel čerpána do objektu úpravny pitné vody v areálu komplexu. Pro proměnlivé kvalitativní parametry vstupní vody a obtížně udržitelnou kvalitu pitné vody u koncových odběratelů se přikročilo k přepojení na přivaděč pitné vody sokolovské vodohospodářské společnosti. V areálu průmyslového komplexu Vřesová zůstala na řadu pitné vody v provozu posilovací čerpadla a vodojemy.
Ochranné pásmo vodního zdroje na vodní nádrži Tatrovice bylo v minulosti řádně označeno, ale nebylo zcela dodržováno a nádrž byla již od svého vzniku využívána k rekreaci.

## Fotogalerie

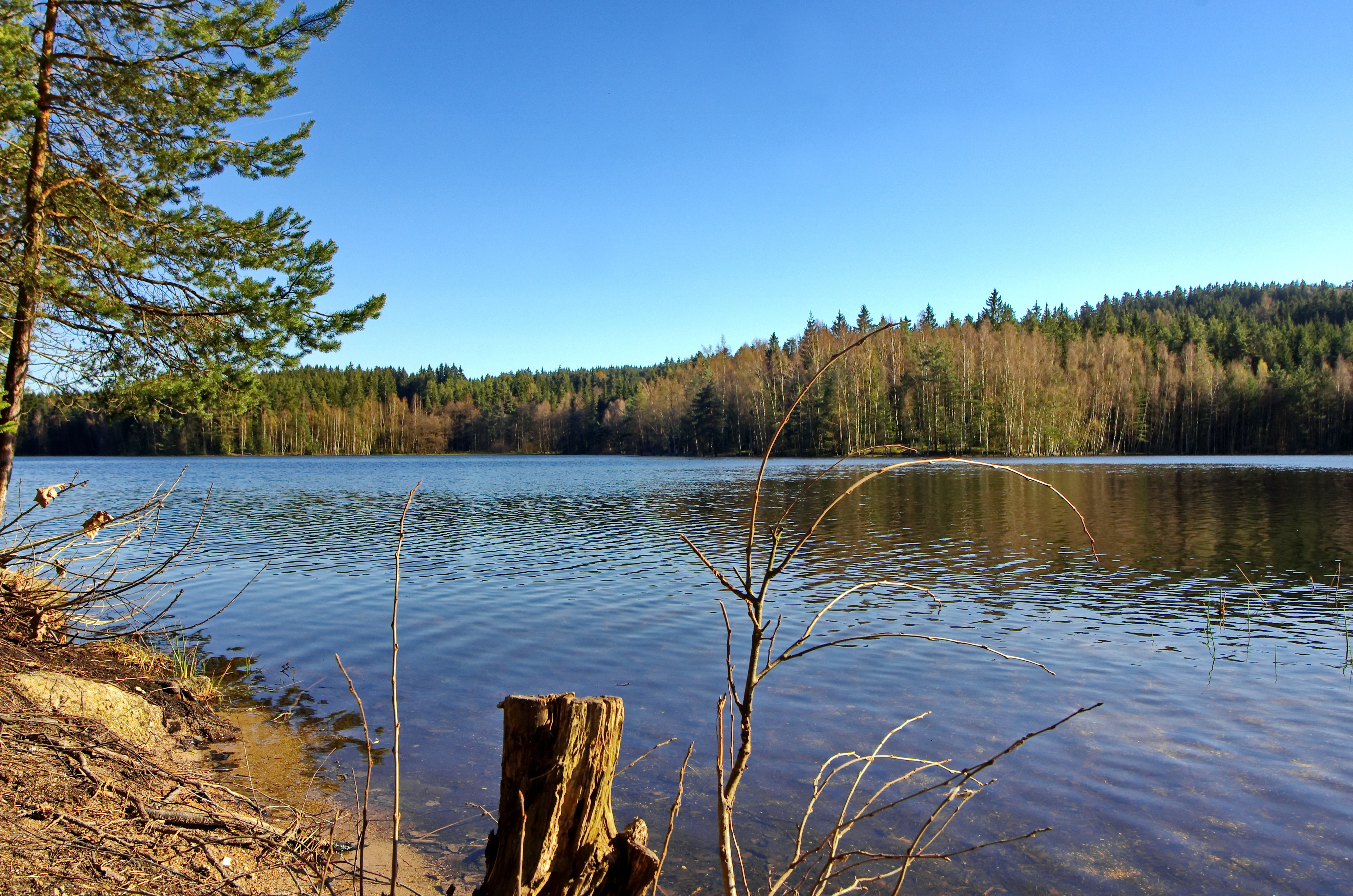
Konec jezera
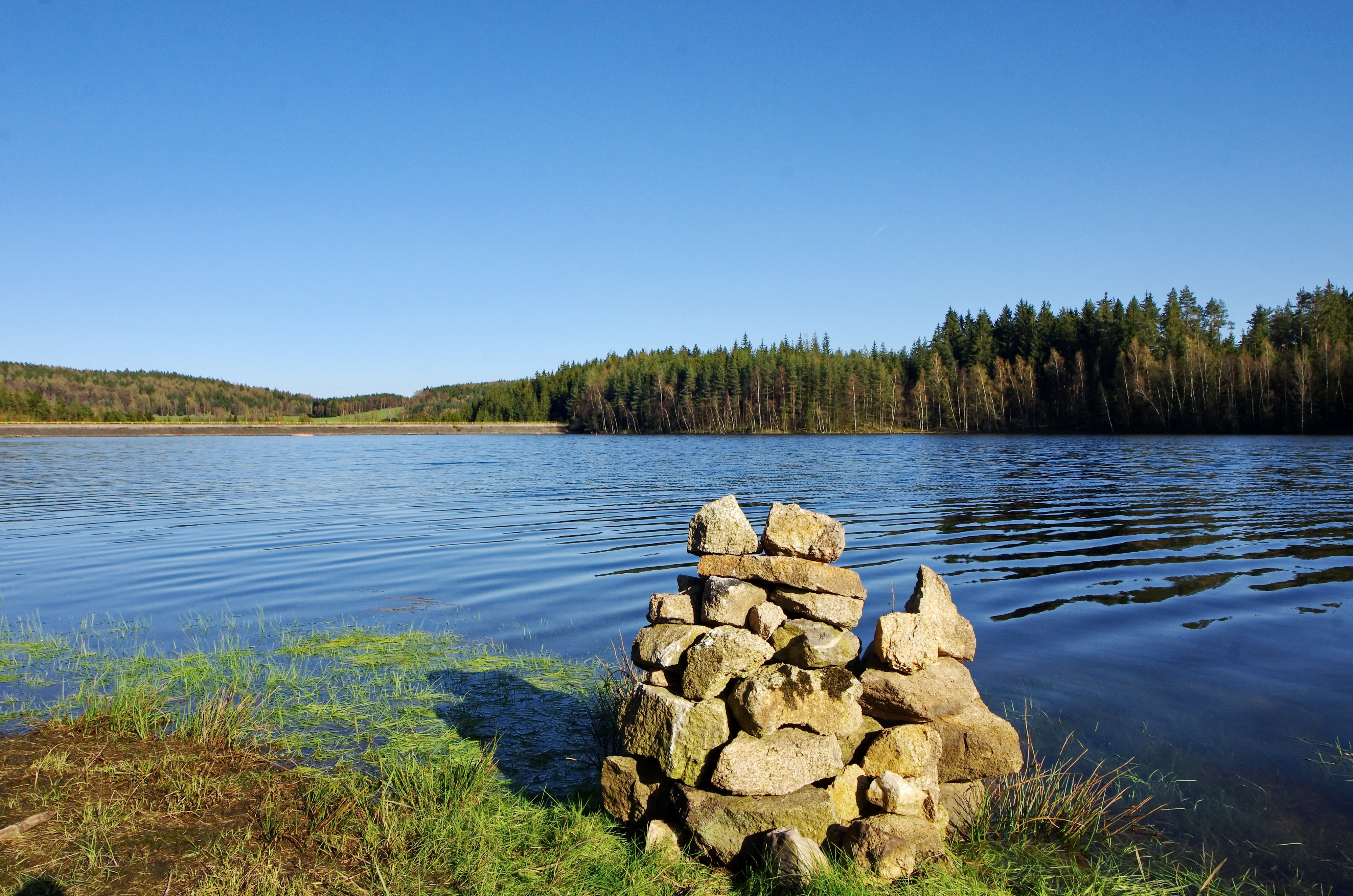
Levý břeh
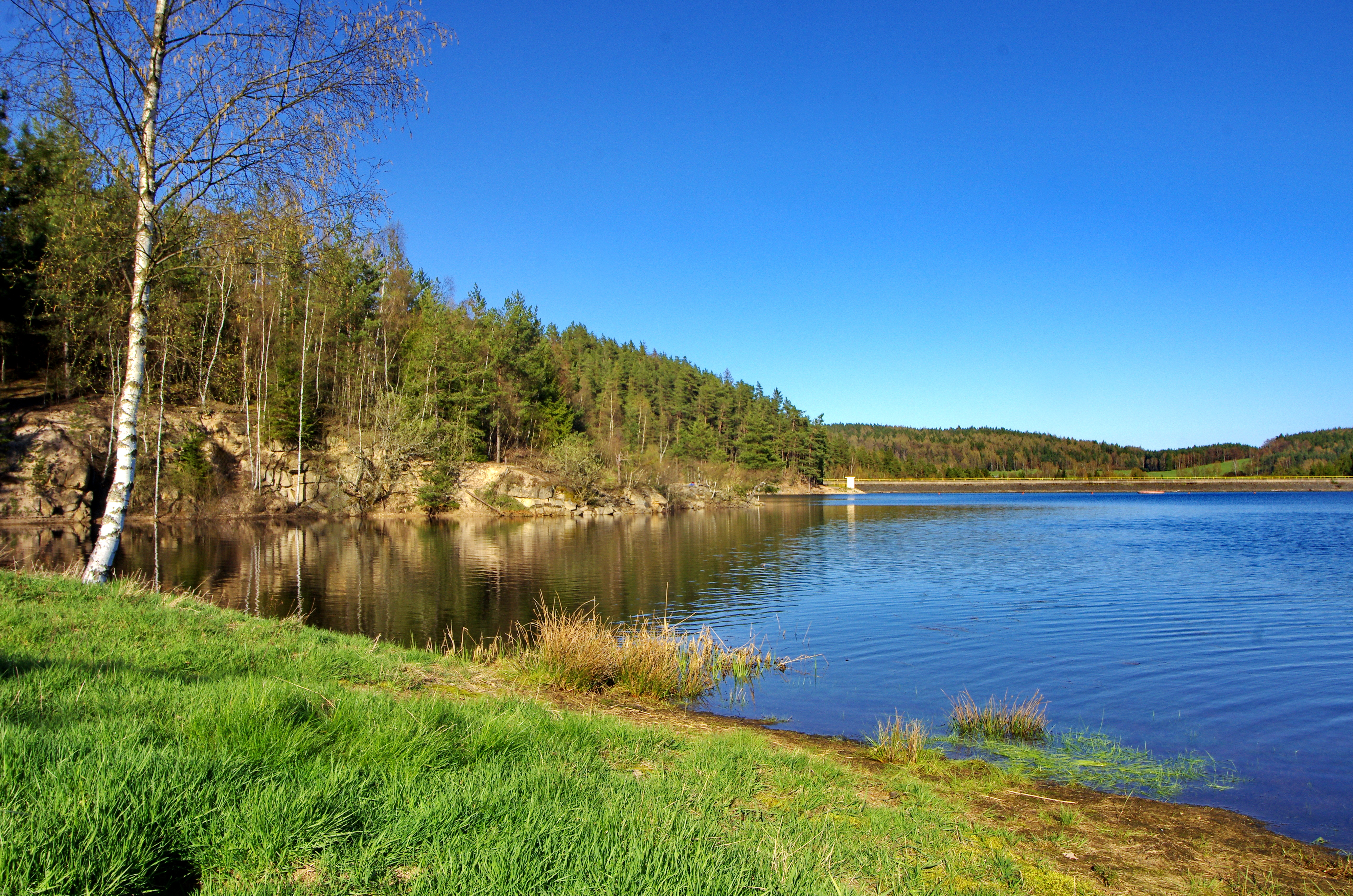
Žulové skály u břehu
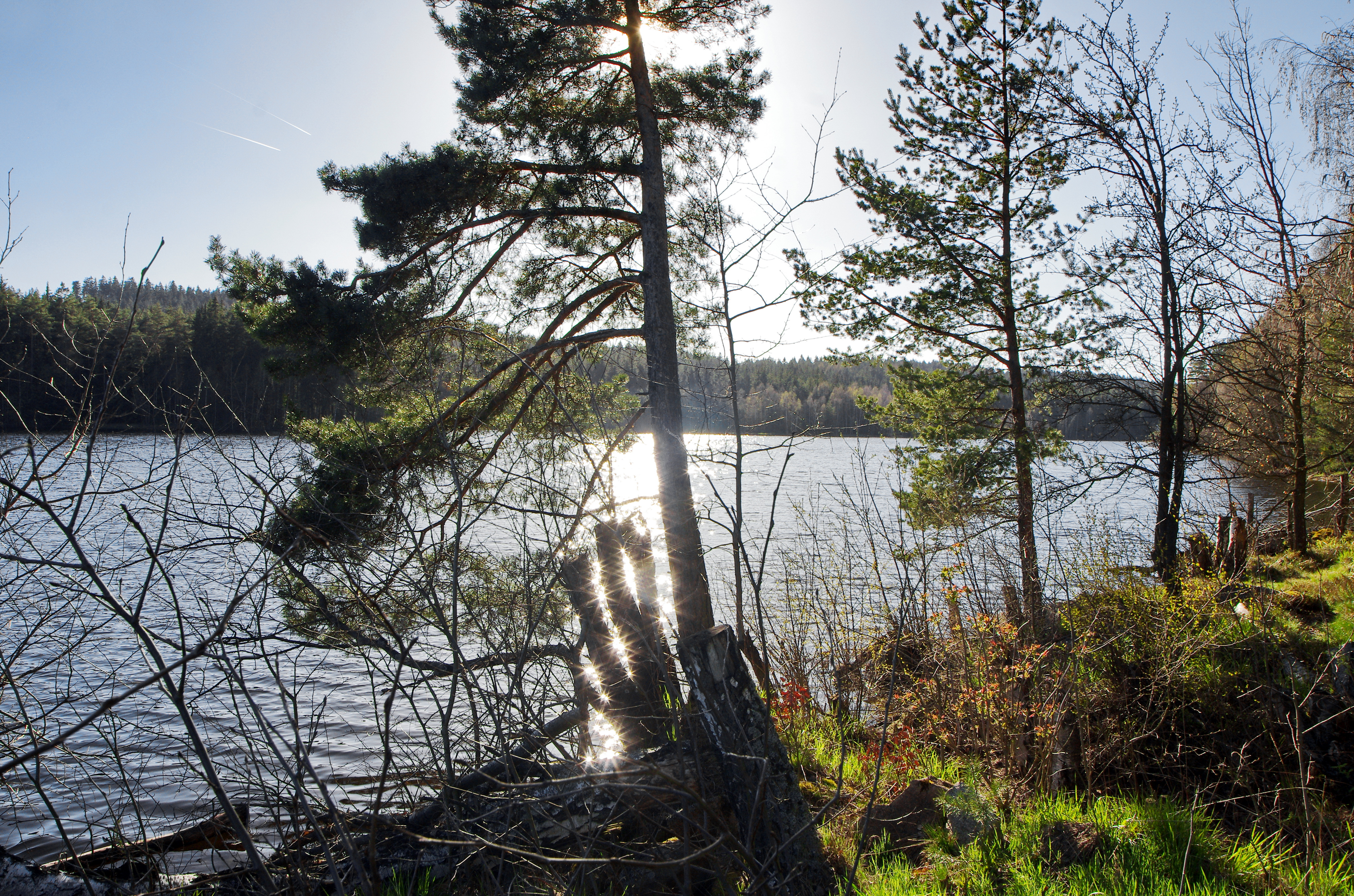
Borovice u břehu
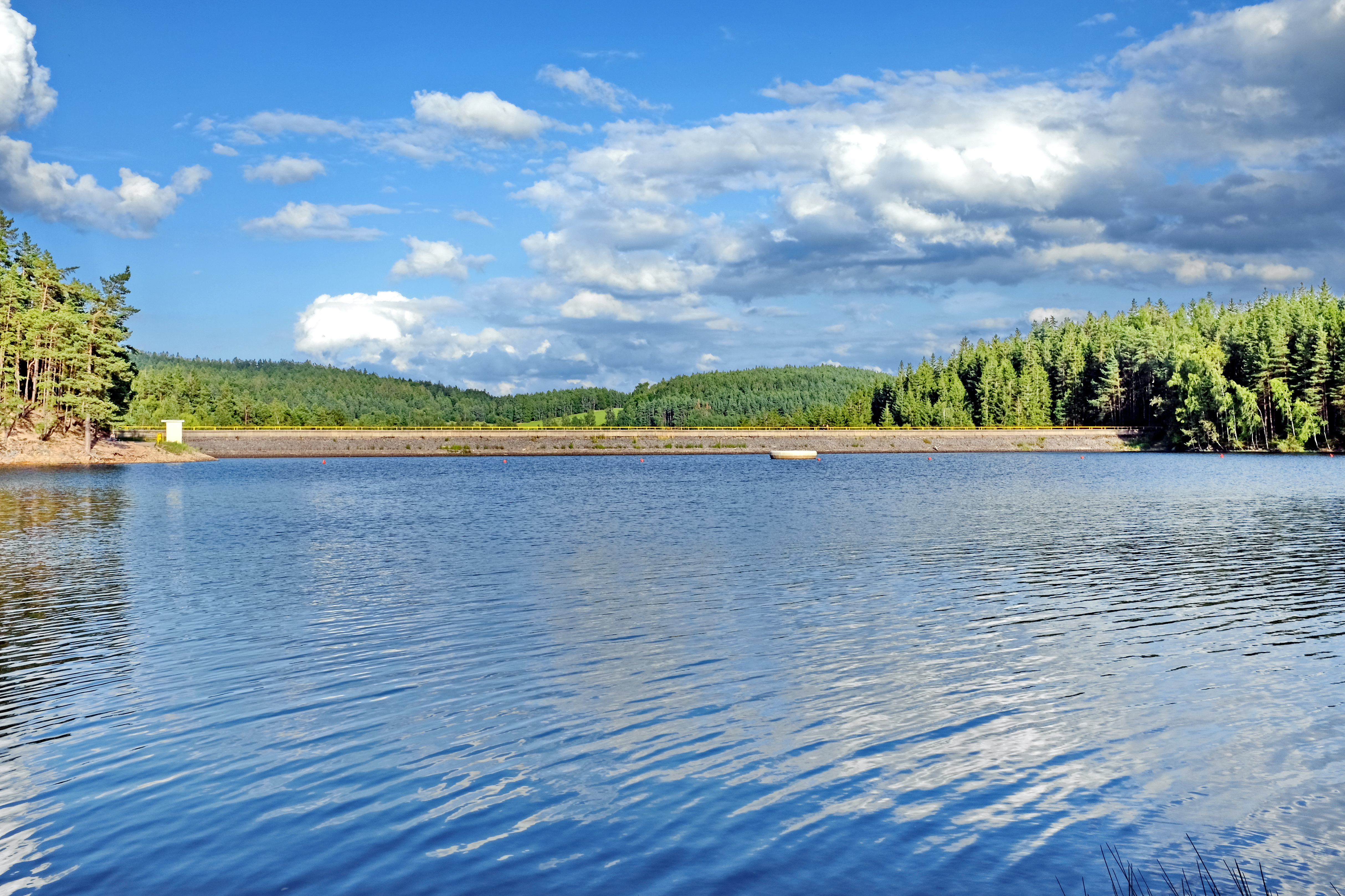
Pohled na hráz